# Велики понедељак
Велики понедељак (грч. Μεγάλη Δευτέρα), понедељак Страсне (Страдалне) седмице; посвећен је последњим догађајима из земаљског живота Господа Исуса Христа, који је предсказан у животу страдалног Јосифа, сина старозаветног патријарха Јакова. Попут Јосифа, кога су браћа из зависти бацила у јаму, а затим га продала да би он касније владао Египтом, и Спаситељ је предат у руке грешника, осуђен, распет и сахрањен, а после Свога Васкрсења влада светом.
Поред успомене на Јосифа, старозаветног страдалника, служба овога дана посвећена је и проклетству смокве коју је Спаситељ због њене неплодности осудио да се осуши (Мт 21,17-22; Мк 11,19-26), а она је слика јеврејске синагоге која је Спаситеља предала на смрт.
Три песме ο целомудреном Јосифу, праобразу Господа Исуса Христа, за службу овога дана написао је Роман Слаткопевац, а остале песме Св. Андреј Критски, Св. Јован Дамаскин и Косма Мајумски.

## Начин прослављања
На овај дан, служе се великопосни часови: трећи, шести и девети са изобразитељном, а онда следи Литургија пређеосвећених дарова. Трећи и шести час имају катизму, поју се тропари часова, кондак Триода и на крају сваког часа, као и обично у посту, чине се велики поклони са молитвом преподобног Јефрема Сирина. На Литургији пређеосвећених дарова, чита се само Јеванђеље, без апостола и прокимена.
Код куће, дан се иначе проводи у миру и молитвама. Раде се само најнужнији послови. Ништа се не прославља и избегавају се сва весеља. Дан протиче у ишчекивању догађаја који су коначно остварење Господњег плана за спасење човека